# Интерпол
Интерпо́л, Interpol, полное название (с 1956 года) — Междунаро́дная организа́ция уголо́вной поли́ции (фр. Organisation Internationale de Police Criminelle, OIPC, англ. International Criminal Police Organization, ICPO) — международная организация, основной задачей которой является объединение усилий национальных правоохранительных органов стран-участниц в области борьбы с общеуголовной преступностью. Штаб-квартира Интерпола расположена в Лионе, Франция.

## История
В 1914 году при активном участии князя Монако Альбера I в княжестве состоялся 1-й Международный конгресс уголовной полиции, в котором приняли участие полицейские из 14 стран (включая Российскую империю). На конгрессе была одобрена инициатива о создании международной комиссии уголовной полиции, однако Первая мировая война помешала исполнению планов.
В 1923 году в Вене, на 2-м Международном конгрессе уголовной полиции была создана Международная комиссия уголовной полиции для координации усилий отдельных стран в борьбе с общеуголовной преступностью. Формально Комиссия продолжала свою деятельность и в годы Второй мировой войны. По Уставу председателем Комиссии являлся глава полиции страны нахождения, которой изначально являлась Австрия; с 1938 года нацистская Германия (с момента аншлюса — присоединения Австрии к нацистской Германии), штаб-квартира Интерпола была перенесена в Берлин, а президентами этой организации были генералы СС Рейнхард Гейдрих (1940—1942), Артур Небе (1942—1943) и Эрнст Кальтенбруннер (1943—1945). В результате разрастающейся Второй мировой войны, большинство стран постепенно прекратили там своё участие и фактически Интерпол перестал существовать как единая международная организация.
Воссоздание Интерпола произошло лишь в 1946 году с переносом штаб-квартиры в Париж. Действующий устав был принят в 1956 году. Он же утвердил новое название организации — «Международная организация уголовной полиции — Интерпол».
Позднее, в 1989 году штаб-квартира Интерпола была перенесена в Лион одновременно со строительством в этом городе суперсовременного комплекса Генерального секретариата.
На настоящий момент Интерпол объединяет 196 государств. Интерпол — первая в мире международная межправительственная организация по количеству стран-членов, превышающая число членов ООН (193). 77-я сессия Генеральной Ассамблеи Интерпола состоялась в России в Санкт-Петербурге 7-10 октября 2008 года.
Fair Trials International предложила создать эффективные средства правовой защиты для лиц, разыскиваемых в соответствии с красным уведомлением по несправедливым обвинениям; наказывать страны, которые часто злоупотребляют системой Интерпола; для обеспечения большей прозрачности работы Интерпола.
Центр исследований проблем мира также разработал рекомендации для Интерпола, в частности, по удалению красных уведомлений и рассылок для людей, получивших статус беженца в соответствии с Конвенцией 1951 года о беженцах, изданных странами их происхождения, и учредить независимый орган для регулярной проверки красных уведомлений.

## Структура
Интерпол включает в себя:
- Генеральную Ассамблею;
- Исполнительный комитет;
- Генеральный секретариат;
- Национальное центральное бюро;

- Советников.

Высшим органом является Генеральная ассамблея (собирается ежегодно), председательствует на которой избираемый президент Интерпола:
- с 2008 по 2012 года представитель Сингапура — Цю Вэньхуэй;
- с 2012 по 2016 год представитель Франции — Мирей Балестрази (фр. Mireille Balestrazzi), первая в истории Интерпола женщина-президент.
- с ноября 2016 года — заместитель министра общественной безопасности Китая Мэн Хунвэй. Вице-президентом Интерпола впервые избран россиянин, начальник Национального центрального бюро (НЦБ) Интерпола МВД России, генерал-майор полиции Александр Васильевич Прокопчук[8].
- с ноября 2018 года представитель Южной Кореи — Ким Чон Ян[9][10]
- Нынешний президент Интерпола — генерал-майор Объединённых Арабских Эмиратов Ахмед Насер Аль-Раиси. Г-н Аль-Раиси был избран на 89-й Генеральной Ассамблее в Стамбуле в ноябре 2021 года и будет исполнять обязанности президента до 2025 года.

Текущая работа возложена на постоянно действующий Генеральный секретариат, руководит которым Генеральный секретарь (с 2014 года — Юрген Шток, Германия, избранный на 83-й сессии Генеральной Ассамблеи Интерпола).
Трижды в год собирается совещательный орган Интерпола — Исполнительный комитет, который избирается Генеральной ассамблеей в составе 13 человек. Основные функции Исполкома — контроль за работой Генерального секретаря и исполнением решений Генеральной ассамблеи, а также подготовка программ работы организации и вынесение их на рассмотрение Генеральной ассамблеи.
С 1946 года официальный печатный орган — журнал «International Criminal Police Review».
Местонахождение постоянно действующих центральных органов Интерпола — Лион, Франция.
В каждой из стран, входящих в Интерпол, в структуре государственных правоохранительных органов созданы Государственные центральные бюро (ГЦБ), являющиеся органами по взаимодействию государственных правоохранительных органов с ГЦБ Интерпола других стран и Генеральным секретариатом Интерпола.
В целях научного сопровождения и консультирования деятельности Интерпола Исполнительный комитет с уведомлением Генеральной ассамблеи назначает Советников, которые имеют исключительно консультативные функции, сроком на 3 года. Советники избираются из числа лиц, пользующихся всемирно известным авторитетом в какой-либо из областей, представляющих интерес для Интерпола.

## Задачи
Основной задачей является координация усилий отдельных стран и проведение единой политики в области борьбы с общеуголовной преступностью.
Среди других основных задач можно отметить координацию международного розыска, а также борьбу с: торговлей людьми, организованными преступными сообществами, контрабандой наркотиков, преступлениями в сфере экономики и высоких технологий, фальшивомонетничеством, подделкой ценных бумаг и детской порнографией.
В последнее время большое внимание уделяется общественной безопасности и борьбе с терроризмом.
Интерпол использует систему цветных уведомлений для обмена информацией между странами-членами о лицах, объектах или ситуациях, представляющих интерес для международного сотрудничества в области правопорядка.
Основные виды уведомлений включают:
- Красное уведомление[14] выпускается для запроса о розыске и временном аресте подозреваемых в целях последующей экстрадиции;
- Синее уведомление предназначено для установления местонахождения лиц или объектов;
- Зелёное уведомление содержит предупреждения или информацию о преступниках, представляющих угрозу;
- Жёлтое уведомление используется для розыска пропавших без вести, включая несовершеннолетних, или для идентификации лиц, неспособных предоставить информацию о себе;
- Чёрное уведомление информирует о неопознанных телах;
- Оранжевое уведомление предупреждает о событиях или объектах, представляющих угрозу общественной безопасности, например, о взрывных устройствах;
- Серебряное уведомление касается вопросов, связанных с киберпреступностью;
- Пурпурное уведомление используется для обмена информацией о методах преступлений.

### Интерпол в России
СССР был принят в Интерпол 27 сентября 1990 года на сессии Генеральной ассамблеи в Оттаве. В 1991 году в структуре центрального аппарата МВД СССР на правах управления было создано Национальное центральное бюро Интерпола — орган, осуществляющий непосредственное взаимодействие правоохранительных и других государственных органов СССР с полицией зарубежных стран и Генеральным секретариатом Интерпола.
После распада СССР в декабре 1991 года правопреемником советского стало российское бюро Интерпола — Национальное центральное бюро Интерпола МВД России.
Начальник Национального центрального бюро Интерпола МВД России, с ноября 2014 года член исполнительного комитета Интерпола, а с ноября 2016 года вице-президент Интерпола — генерал-майор полиции Александр Васильевич Прокопчук.
В августе 2023 года МВД РФ ограничило полномочия Интерпола на территории страны. С этого момента организации доступно: проведение опросов, запросы информации у правоохранительных органов, установление личностей граждан. Ранее депутаты ГД РФ обвинили Интерпол в «недружественности» и предположили, что его доступ к российским базам может быть использован для шпионажа.

## Государства-члены
- Австралия
- Австрия
- Азербайджан
- Албания
- Алжир
- Ангола
- Андорра
- Антигуа и Барбуда
- Аргентина
- Армения
- Аруба
- Афганистан
- Багамские Острова
- Бангладеш
- Барбадос
- Бахрейн
- Белиз
- Беларусь
- Бельгия
- Бенин
- Болгария
- Боливия
- Босния и Герцеговина
- Ботсвана
- Бразилия
- Бруней
- Буркина-Фасо
- Бурунди
- Бутан
- Вануату
- Ватикан
- Великобритания
- Венгрия
- Венесуэла
- Восточный Тимор
- Вьетнам
- Габон
- Гаити
- Гайана
- Гамбия
- Гана
- Гватемала
- Гвинея
- Гвинея-Бисау
- Германия
- Гондурас
- Гренада
- Греция
- Грузия
- Дания
- Джибути
- Доминика
- Доминиканская Республика
- Египет
- Замбия
- Зимбабве
- Израиль
- Индия
- Индонезия
- Иордания
- Ирак
- Иран
- Ирландия
- Исландия
- Испания
- Италия
- Йемен
- Кабо-Верде
- Казахстан
- Камбоджа
- Камерун
- Канада
- Катар
- Кения
- Кипр
- Кирибати
- Кыргызстан
- Китай
- Колумбия
- Коморы
- Республика Конго
- ДР Конго
- Республика Корея
- Коста-Рика
- Кот-д’Ивуар
- Куба
- Кувейт
- Кюрасао
- Лаос
- Латвия
- Лесото
- Ливан
- Ливия
- Либерия
- Литва
- Лихтенштейн
- Люксембург
- Маврикий
- Мавритания
- Мадагаскар
- Малави
- Малайзия
- Мали
- Мальдивы
- Мальта
- Марокко
- Маршалловы Острова
- Мексика
- Молдова
- Монако
- Монголия
- Мозамбик
- Мьянма
- Намибия
- Науру
- Непал
- Нигер
- Нигерия
- Нидерланды
- Никарагуа
- Новая Зеландия
- Норвегия
- ОАЭ
- Оман
- Пакистан
- Панама
- Папуа — Новая Гвинея
- Палестина
- Парагвай
- Перу
- Польша
- Португалия
- Россия
- Руанда
- Румыния
- Сальвадор
- Самоа
- Сан-Марино
- Сан-Томе и Принсипи
- Саудовская Аравия
- Свазиленд
- Соломоновы Острова
- Северная Македония
- Сейшельские Острова
- Сенегал
- Сент-Винсент и Гренадины
- Сент-Китс и Невис
- Сент-Люсия
- Сербия
- Сингапур
- Синт-Мартен
- Сирия
- Словакия
- Словения
- Сомали
- Судан
- Суринам
- США
- Сьерра-Леоне
- Таджикистан
- Таиланд
- Танзания
- Того
- Тонга
- Тринидад и Тобаго
- Тунис
- Туркменистан
- Турция
- Уганда
- Узбекистан
- Украина
- Уругвай
- Фиджи
- Филиппины
- Финляндия
- Франция
- Хорватия
- ЦАР
- Чад
- Черногория
- Чехия
- Чили
- Швейцария
- Швеция
- Шри-Ланка
- Эквадор
- Экваториальная Гвинея
- Эритрея
- Эстония
- Эфиопия
- ЮАР
- Южный Судан
- Ямайка
- Япония

## Государства-члены ООН, не являющиеся членами Интерпола
- КНДР
- Федеративные Штаты Микронезии
- Палау
- Тувалу

## Генеральные секретари и президенты
Генеральные секретари с момента основания организации в 1923 году:
| 1 | Оскар Дресслер              | 1923 г.          | 1946 г.            | Австрия                 |
| 2 | Луи Дюклу                   | 1946 г.          | 1951 г.            | Франция                 |
| 3 | Марсель Сико                | 1951 г.          | 1963 г.            | Франция                 |
| 4 | Жан Непот                   | 1963 г.          | 26 октября 1978 г. | Франция                 |
| 5 | Андре Боссар                | Октябрь 1978 г.  | Октябрь 1985 г.    | Франция                 |
| 6 | Раймонд Кендалл (1933 г.р.) | Октябрь 1985 г.  | 2 октября 2000 г.  | Соединенное Королевство |
| 7 | Рональд Ноубл (1956 г.р.)   | 3 ноября 2000 г. | 7 ноября 2014 г.   | Соединенные Штаты       |
| 8 | Юрген Шток (1959 г.р.)      | 7 ноября 2014 г. | Действующий        | Германия                |

Президенты с момента основания организации в 1923 году:
| 1  | Йохан Шобер            | 1923—1932              | Австрия                       |
| 2  | Франц Брандль          | 1932—1934              | Австрия                       |
| 3  | Ойген Зейдель          | 1934—1935              | Австрия                       |
| 4  | Михаэль Скубль         | 1935—1938              | Австрия                       |
| 5  | Отто Штайнхойзль       | 1938—1940              | Германия                      |
| 6  | Рейнхард Гейдрих       | 1940—1942              | Германия                      |
| 7  | Артур Небе             | 1942—1943              | Германия                      |
| 8  | Эрнст Кальтенбруннер   | 1943—1945              | Германия                      |
| 9  | Флоран Луваж           | 1945—1956              | Бельгия                       |
| 10 | Агоштинью Лоренсу      | 1956—1960              | Португалия                    |
| 11 | Сэр Ричард Джексон     | 1960—1963              | Великобритания                |
| 12 | Фьялар Ярва            | 1963—1964              | Финляндия                     |
| 13 | Фирмин Франссен        | 1964—1968              | Бельгия                       |
| 14 | Пауль Дикопф           | 1968—1972              | Западная Германия             |
| 15 | Уильям Леонард Хиггитт | 1972—1976              | Канада                        |
| 16 | Карл Перссон           | 1976—1980              | Швеция                        |
| 17 | Джолли Бугарин         | 1980—1984              | Филиппины                     |
| 18 | Джон Симпсон           | 1984—1988              | США                           |
| 19 | Иван Барбо             | 1988—1992              | Франция                       |
| 20 | Норман Инкстер         | 1992—1994              | Канада                        |
| 21 | Бьорн Эрикссон         | 1994—1996              | Швеция                        |
| 22 | Тосинори Канемото      | 1996—2000              | Япония                        |
| 23 | Хесус Эспигарес Мира   | 2000—2004              | Испания                       |
| 24 | Джеки Селеби           | 2004—2008              | Южная Африка                  |
| 25 | Артуро Эррера Вердуго  | 2008                   | Чили                          |
| 26 | Цю Вэньхуэй            | 2008—2012              | Сингапур                      |
| 27 | Мирей Балестрази       | 2012—2016              | Франция                       |
| 28 | Мэн Хунвэй             | 2016—2018              | Китай                         |
| 29 | Ким Джонъян            | 2018—2021              | Южная Корея                   |
| 30 | Ахмед Насер аль-Раиси  | 2021 — настоящее время | Объединённые Арабские Эмираты |